# Burbuja financiera e inmobiliaria en Japón

Evolución histórica del índice del precio de suelo en 6 grandes ciudades de Japón (1965-2008).

La burbuja financiera e inmobiliaria en Japón (バブル景気 baburu keiki?, literalmente, "boom de la burbuja") constituyó en un proceso de revalorización de activos financieros e inmobiliarios ocurrido en Japón a partir de 1986, y que finalizó en 1991.  Se considera una de las mayores burbujas especulativas de la historia económica moderna.[cita requerida]

## Planteamiento de la burbuja
Durante la década de los 80 Japón tuvo un elevado superávit comercial, que fue empleado por los bancos para la adquisición de tierra y acciones. Los precios de tales activos comenzaron a crecer de manera espectacular. El mercado inmobiliario hacía crecer el mercado de valores, y éstos, a su vez, provocaban el crecimiento de los activos inmobiliarios. La mecánica del proceso consistía en revalorizar las acciones de una empresa determinada a partir de sus propiedades inmobiliarias, y esa revalorización se empleaba para comprar más bienes inmuebles. Durante el periodo de euforia, la masa monetaria creció a un ritmo de 9% anual.
Los datos que reflejan el alza de precios de los activos inmobiliarios y bursátiles son tan espectaculares que algunos analistas deben insistir en que son ciertos ante la incredulidad del lector:  

El estudioso que se acerca al fenómeno de la burbuja japonesa (...) es normal que tenga dos sensaciones. La primera, de incredulidad (...); la segunda, que resulta difícil comprender cómo los propios mercados no pusieron coto a los excesos de una cotizaciones difíciles de justificar por los datos fundamentales de las empresas. (...) la principal enseñanza que se obtiene del análisis de un fenómeno de este tipo es la facilidad con la cual la sociedad lo acepta en la fase de ascenso, porque impulsa el crecimiento económico y beneficia a políticos, empresarios, banqueros y a la parte más osada de la población, embalsando costes sociales y económicos que socavan los propios fundamentos económicos y la cohesión social del conjunto de la sociedad.

### La burbuja inmobiliaria
En el periodo 1955-1989 el valor de los bienes inmuebles japoneses se había multiplicado por 75, y suponían el 20% de la riqueza mundial, aproximadamente 20 billones de dólares, un valor equivalente a cinco veces el territorio completo de Estados Unidos, país que contaba con una extensión 25 veces mayor. Sólo el entorno metropolitano de Tokio tenía el mismo valor que todo Estados Unidos, y un distrito de la capital (Chiyoda-ku) valía más que todo Canadá. Si se hubiera vendido el Palacio Imperial de Tokio, se habría obtenido el equivalente al valor de todo el estado de California. Los 1990 campos de golf de Japón doblaban el valor de la capitalización de la bolsa australiana.

### La burbuja bursátil
Dada la interconexión de los valores inmobiliarios con las acciones de las empresas, éstas también sufrieron un proceso de revalorización. El valor de las acciones de la bolsa japonesa se multiplicó por 100 en el periodo 1955-1990. Una sola empresa japonesa (Nomura Securities) valía más que todas las casas de bolsa norteamericanas. En diciembre de 1984 el índice Nikkei alcanzó los 11.542 puntos. En diciembre de 1989, ya había alcanzado los 38.915 puntos. Tras el estallido de la burbuja, en junio de 1992, el Nikkei había caído hasta los 15.951 puntos. En general, se piensa hoy día que los altos valores bursátiles ocultaban una muy baja rentabilidad de las empresas.

## El final de la burbuja
Entre principios de 1988 y agosto de 1990 el Banco Central de Japón, ante el riesgo inflacionista de la economía y la depreciación del yen frente al dólar decidió aumentar el tipo de interés bancario, que pasó del 2,5% al 6%. Los precios de las acciones sufrieron un fuerte descenso (entre enero de 1990 y agosto de 1992 el índice nikkei perdió un 63% de su valor) y los precios de los bienes inmuebles cayeron. Dado que las acciones tenían como garantía los bienes inmuebles, el sistema financiero entró en una grave crisis. Al momento en que la burbuja especulativa estalló se le conoce como colapso de la burbuja (崩壊 hōkai?).

## Factores que intervinieron en el nacimiento de la burbuja
En diversos estudios se ha tratado de aclarar las razones que llevaron a una sólida economía como la japonesa a una crisis de tales dimensiones.
Cuando la burbuja estalló, muchos pensaban que Japón había adelantado a los Estados Unidos, y se había convertido en la primera superpotencia económica. Tras la Segunda Guerra Mundial Japón experimentó un crecimiento extraordinario. En el periodo 1955-1972 la economía nipona creció una media del 10% anual. De 1975 a 1990 el crecimiento fue más moderado, pero aun así alto: un 4%. A partir de 1990, el crecimiento se estancó en un 1%.
El modelo económico japonés explicaba, a ojos de los occidentales, la prosperidad del país asiático. Paradójicamente, este modelo fue, según algunos analistas, el causante de la crisis. La economía japonesa estaba fuertemente influida por los valores culturales del confucianismo, el taoísmo y el budismo. El paternalismo capitalista, la edad como paradigma de la autoridad, la tradición de consenso en la toma de decisiones que afectan a la economía del país, el proteccionismo económico vinculado a un fuerte nacionalismo, la hiperregulación del mercado laboral y la identificación del trabajador con la empresa (que en las grandes corporaciones garantizaba el empleo de por vida) habían garantizado un funcionamiento eficiente del sistema productivo.
Por otro lado, la estructura empresarial japonesa no se parecía a la occidental. En Japón regía lo que se llamaba «el gobierno de las empresas» y el «sistema de un banco principal» (main bank system). Este último concepto hace referencia al entramado de los «keiretsus» (grupos empresariales) que de ordinario presentaban una estructura en cuya cúspide se encontraba una entidad financiera bajo la cual se extendían una serie de empresas con participaciones cruzadas. Los «keiretsus» tenían como principal defecto su escasa transparencia financiera (lo que, al parecer, sería determinante para la crisis posterior). En cuanto a «el gobierno de las empresas», se trataba de una fuerte interrelación entre las esferas política, académica y empresarial, según la cual el funcionamiento de la sociedad japonesa, en todos sus ámbitos, era garantizado por la élite empresarial con la aquiescencia del gobierno.
Otra de las características de la economía japonesa era su vocación exportadora, lo que permitió la entrada de enormes cantidades de capital exterior en forma de beneficios. La abundancia de riqueza fue también determinante para explicar el alza de precios del periodo 1980-1990. Según informes del Banco de Japón[cita requerida], otros factores que catalizaron la burbuja fueron el aumento de la demanda, la relajación de la política monetaria y la desmesurada demanda de vivienda por motivos fiscales.
Algunos analistas niegan que el impacto de los beneficios producidos por las exportaciones fuera el verdadero causante de la burbuja. Según esta corriente de análisis, las empresas exportadoras fueron relativamente independientes del "banco principal", y para entonces el «main bank system» había variado su estructura: la mayor parte de las entidades había dirigido sus actividades financieras hacia el mercado interno, casualmente, hacia el sector de la construcción y de las empresas inmobiliarias. La fuerte dependencia del sector financiero de esas empresas explicaría el hundimiento posterior de la banca japonesa, tras la depreciación de los bienes inmuebles.

## Consecuencias del fin de la burbuja
Como consecuencia de la crisis financiera se inició una recesión económica que todavía continuaba a día de hoy. Al periodo se le conoce en japonés como década perdida (失われた10年 ushinawareta jūnen?).
El fenómeno del paro, inédito en el país en virtud del «gobierno de las empresas», apareció en la sociedad japonesa. En el año 2002, el desempleo era del 5,4%.
 Debido a la pérdida de valor de los bienes inmuebles se produjo un efecto riqueza negativo, que redujo de manera importante el consumo. El precio de la vivienda no volvería a elevarse hasta pasados catorce años, y lo haría un tímido 0,9% de media. El credit crunch consecuencia de la quiebra de numerosas entidades financieras aumentó las dificultades de crédito y paralizó la economía
El arraigado sistema de recompensas de la sociedad japonesa se vio, así mismo, trastocado: durante el periodo de euforia, la ingeniería financiera (zai-tekku) sustituyó los valores relacionados con el trabajo y la responsabilidad, creándose una espiral de avaricia y enriquecimiento rápido que descompuso algunos de los principios rectores de la moral pública nipona.